# Netelia basilewskyi
Netelia basilewskyi är en stekelart som beskrevs av Pierre L. G. Benoit 1955. Netelia basilewskyi ingår i släktet Netelia och familjen brokparasitsteklar. Inga underarter finns listade i Catalogue of Life.